# Pseudozaphanera wariensis
Pseudozaphanera wariensis là một loài côn trùng cánh nửa trong họ Aleyrodidae, phân họ Aleyrodinae.
Pseudozaphanera wariensis được Martin miêu tả khoa học đầu tiên năm 1999.